# Qiqihar
Cette page contient des caractères spéciaux ou non latins. S’ils s’affichent mal (▯, ?, etc.), consultez la page d’aide Unicode.
Qiqihar (chinois : 齐齐哈尔市 ; pinyin : qíqíhār shì, du mandchou : ᠴᡳᠴᡳᡤᠠᡵ, Cicigar) est une ville-préfecture de la province du Heilongjiang, au nord-est de la Chine. La population de sa juridiction était de plus de 5,5 millions d'habitants en 2005, pour une population urbaine de 883 550 habitants. On y parle le dialecte de Qiqihar du mandarin du nord-est.

## Histoire
En 1938, la ville devint partie intégrante de l'empire nippon lors de l'expansionnisme du Japon Showa. L'armée impériale japonaise y implanta l'unité de recherche bactériologique 516, une filiale de l'unité 731, où des médecins japonais pratiquaient des expérimentations sur des cobayes humains.

## Économie
En 2005, le PIB total a été de 42,2 milliards de yuans, et le PIB par habitant de 8 003 yuans.

## Climat
Qiqihar bénéficie d'un climat de type  continental avec influence de la mousson. Les hivers sont froids et très secs car des conditions anticycloniques règnent sur l'extrême-orient russe et les régions périphériques. Les températures hivernales sont sibériennes. Les étés sont par contre chauds et pluvieux. Si on se réfère à la classification de Koppen, le climat de Qiqihar est de type Dwa (climat tempéré froid avec hiver sec et été chaud).
| Mois                                | jan.  | fév.  | mars | avril | mai  | juin | jui.  | août | sep. | oct. | nov. | déc.  | année |
| ----------------------------------- | ----- | ----- | ---- | ----- | ---- | ---- | ----- | ---- | ---- | ---- | ---- | ----- | ----- |
| Température minimale moyenne (°C)   | −24,5 | −20,9 | −11  | −0,9  | 7,3  | 14,2 | 17,9  | 16,2 | 8,5  | −0,7 | −12  | −21,2 | −2,3  |
| Température moyenne (°C)            | −19,2 | −14,8 | −4,5 | 6,1   | 14,4 | 20,3 | 22,8  | 20,9 | 14   | 4,8  | −7,1 | −16,2 | 3,5   |
| Température maximale moyenne (°C)   | −12,7 | −7,8  | 2,3  | 12,9  | 21   | 26,2 | 27,8  | 26,1 | 20,1 | 11,1 | −1,3 | −10,4 | 9,6   |
| Précipitations (mm)                 | 1,3   | 1,8   | 4,7  | 15,1  | 30,5 | 64,2 | 137,5 | 94   | 44,8 | 19,2 | 4,2  | 2,6   | 419,9 |
| Nombre de jours avec précipitations | 0,2   | 0,5   | 1,2  | 2,6   | 4,3  | 7,3  | 11,2  | 8    | 6,2  | 3    | 1,4  | 0,7   | 46,6  |

## Subdivisions administratives
La ville-préfecture de Qiqihar exerce sa juridiction sur seize subdivisions - sept districts, une ville-district et huit xian :
- le district de Longsha - 龙沙区 Lóngshā Qū ;
- le district de Jianhua - 建华区 Jiànhuá Qū ;
- le district de Tiefeng - 铁峰区 Tiěfēng Qū ;
- le district d'Ang'angxi - 昂昂溪区 Áng'ángxī Qū ;
- le district de Fularji - 富拉尔基区 Fùlā'ěrjī Qū ;
- le district de Nianzishan - 碾子山区 Niǎnzishān Qū ;
- le district daur de Meilisi - 梅里斯达斡尔族区 Méilǐsī dáwò'ěrzú Qū ;
- la ville-district de Nehe - 讷河市 Nēhé Shì ;
- le Longjiang - 龙江县 Lóngjiāng Xiàn ;
- le Yi'an - 依安县 Yī'ān Xiàn ;
- le Tailai - 泰来县 Tàilái Xiàn ;
- le Gannan - 甘南县 Gānnán Xiàn ;
- le Fuyu - 富裕县 Fùyù Xiàn ;
- le Keshan - 克山县 Kèshān Xiàn ;
- le Kedong - 克东县 Kèdōng Xiàn ;
- le Baiquan - 拜泉县 Bàiquán Xiàn.

## Transports

### Transport aérien
La ville est desservie par l'Aéroport de Qiqihar Sanjiazi (code IATA : NDG • code OACI : ZYQQ), situé sur le village de Sanjiazi (zh), une de ses subdivisions administratives.

### Chemins de fer
La gare de Qiqihar (zh), est situé sur la ligne qui relie Pékin à Hailar (district urbain de Hulunbuir, en Mongolie-Intérieure), elle comporte notamment les lignes :
- Ligne Siping-Qiqihar (zh) (平齐铁路) reliant Siping (Jilin) à Qiqihar ;
- Ligne Hailaer-Manzhouli (zh) (滨洲铁路) reliant Hailar (Heilongjiang) à Manzhouli (Hulunbuir, Mongolie-Intérieure) ;
- Ligne Qiqihar-Bei'an (zh) (齐北铁路) reliant Qiqihar à Bei'an (Heilongjiang) ;
- Ligne Fuyu-Xilingji (zh) (富西铁路) reliant le xian de Fuyu (Heilongjiang) au xian de Mohe (Heilongjiang). Le Xi (西) se réfère au Bourg de Xilinji (zh) (Xian de Mohe, préfecture de Daxing'anling, Heilongjiang) ;

La gare de Qiqihar-Sud, (gare chinoise de premier rang), est une gare TGV, elle comporte notamment la ligne LGV Hailar-Qiqihar (zh) (哈齐高铁) reliant Hailar (Heilongjiang) à Qiqihar.

## Personnalités
- Liáng Lóng (梁龙), chanteur de Ershou meigui
- Song Nan, patineur artistique
- Zhang Min, patineur artistique